# لنبذوشة
جزيرة لَنْبَذُوشَة أو لَمبدوسة أو لمبدوزة (باللاتينية: Lopadussa، بالإيطالية: Isola di Lampedusa) هي أكبر الجزر البلاجية المعزولة (التي تضم أيضاً جزيرة نموشة وجزيرة الكتاب) حيث تبلغ مساحتها 21 كيلوم متر مربع. تقع لنبذوشة في البحر المتوسط بين مالطة وتونس على بعد 170 كم جنوب غرب جزيرة صقلية، و 190 كم عن مدينة طرابلس وهي تتبع إدارياً إيطاليا ضمن مجموعتها التي تعتبر جزءا من مقاطعة جرجنت في صقلية. أقصى امتداد للنبذوشة هو 11 كم وأقصى عرض لها هو 3,2 كم تقريباً، وهي ترتفع 133 متراً فوق سطح البحر.

## محطات تاريخية
لا تزال الجزيرة تحتفظ بآثار تعود لحقبة ما قبل التاريخ كما يوجد فيها قبور بيونية وبقاية مبان رومانية، وبشكل عام فقد مرت عليها حضارات عدة من الفينيقيين إلى اليونان ومن الرومان إلى العرب.

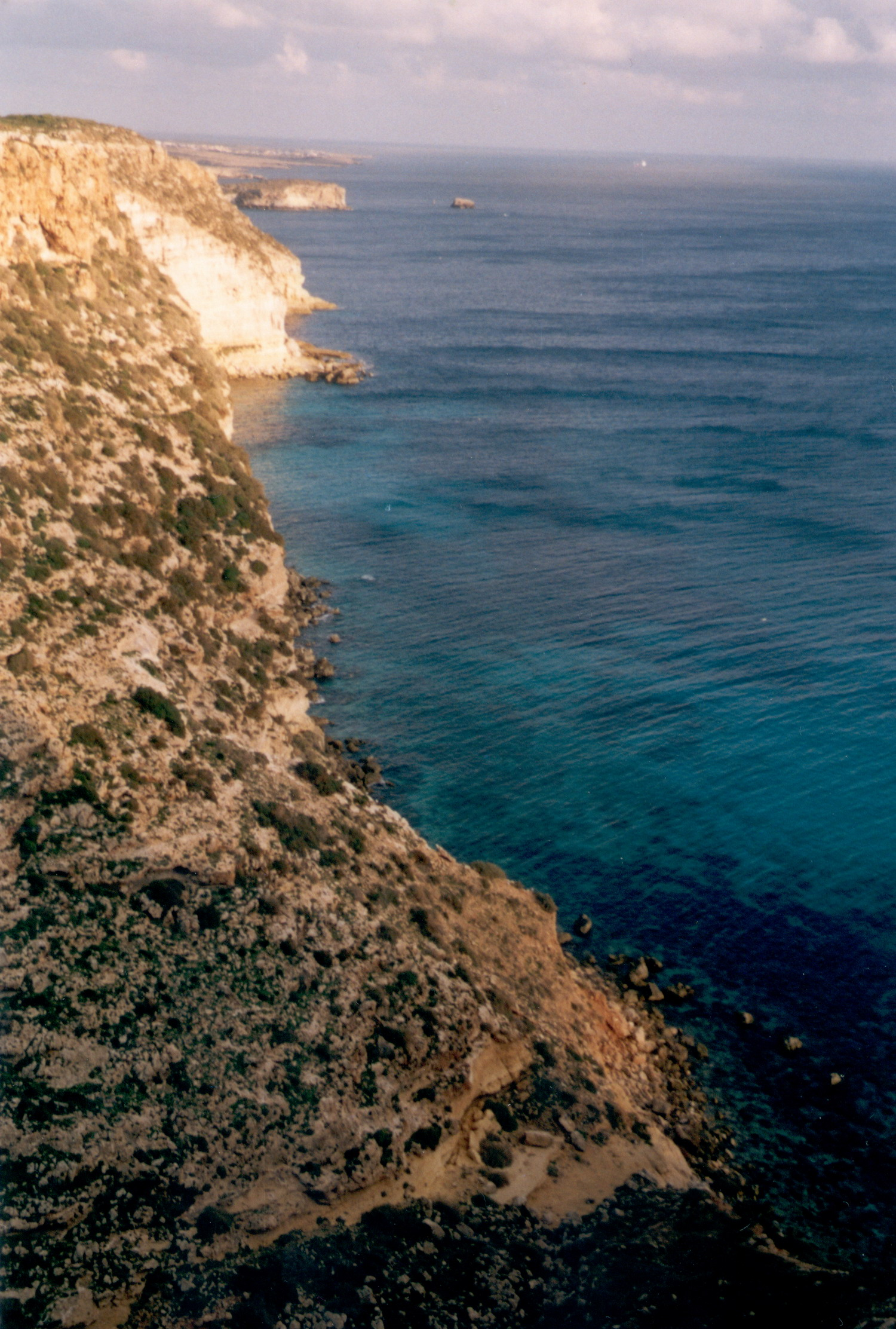
الساحل الجنوبي للجزيرة

- عام 1436 قدمها ألفونسو الآرغوني إلى دون جيوفاني دي كارو بارون مونتيشيارو كهدية.
- عام 1553 أخذ الأتراك الآلاف من العبيد الذي كانوا يقطنونها.
- عام 1661 أصبحت ملكاً لفرديناند توماسي الذي منح لقب أمير من شارل الثاني ملك إسبانيا.
- عام 1737 زار إيرل ساندويش الإنجليزي الجزيرة ليصبح ساكنها الوحيد.
- عام 1760 وصل إليها عدة مستوطنين فرنسيين.
- عام 1843 أوجد فيها فرديناند الثاني من نابل مستعمرة آهلة.
- بعد انتصار الحلفاء في شمال أفريقيا خلال الحرب العالمية الثانية قام الأمريكان والبريطانيين بقصف الجزيرة، واستسلمت قوات المحور فيها بتاريخ 12 يونيو/حزيران 1943 وفي اليوم التالي استسلمت كذلك شقيقتيها جزيرتي نموشة والكُتّاب.
- عام 1960 تم وصل الجزيرة تليفونياً لأول مرة بصقلية، وفي نفس هذا العقد أقيمت فيها محطة لتوليد الكهرباء.
- عام 1972 أصبح القسم الغربي من الجزيرة قاعدة أمريكية صغيرة.
- عام 1979 وصلت إلى لنبذوشة الملازم كاي هارتزل لتكون أول امرأة تتولى قيادة قاعدة أمريكية عسكرية معزولة.
- بتاريخ 15 أبريل/نيسان 1986 قصفت ليبيا القاعدة الأمريكية المتمركزة في الجزيرة بصاروخي سكود رداً على الهجوم الأمريكي على مدينتي طرابلس وبنغازي، ولكن الصاروخين سقطا في البحر ولم يحدثا أية أضرار. ونتيجة للهجوم تم تحويل القاعدة إلى قاعدة تابعة لحلف شمال الأطلسي.
- عام 1994 حوٌلت قاعدة الناتو في لنبذوشة إلى مركز أمني إيطالي للمراقبة.

## الحياة في الجزيرة

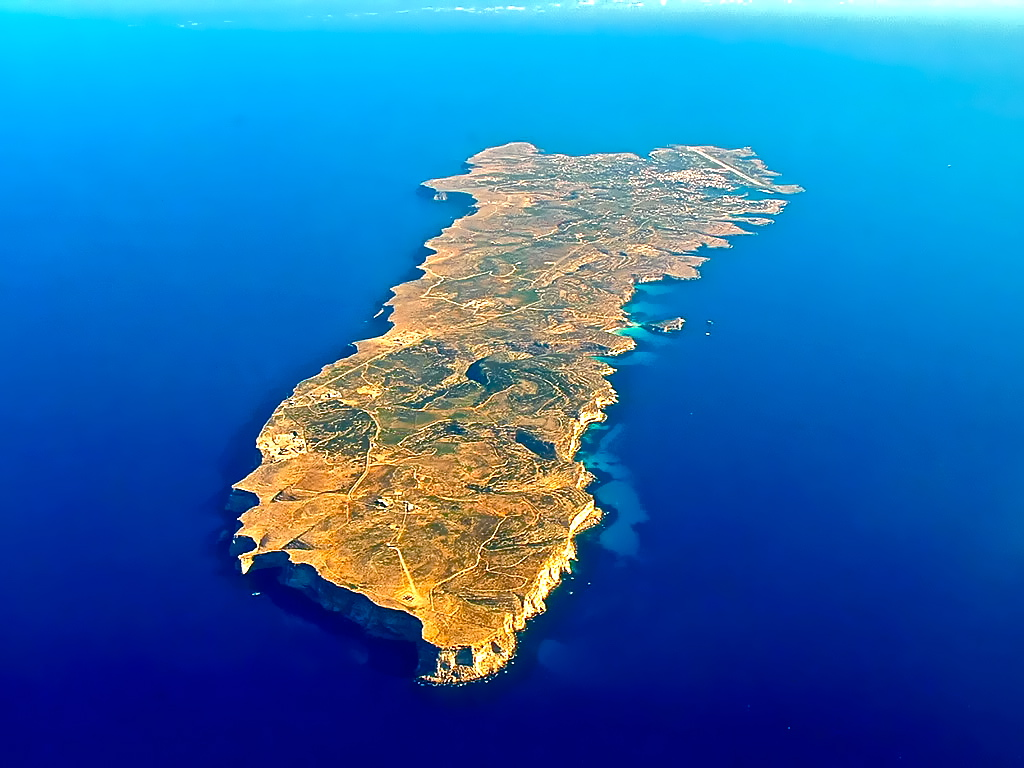
صورة جوية للجزيرة.

بسبب تربتها الفقيرة وقلة المياه في لنبذوشة تتم زراعة التين والزيتون فيها بشكل محدود، ومن جهة أخرى فإن أراضي وديانها تعتبر خصبة نسبياً تقبل زراعة القمح والعنب. ويعتمد اقتصاد الجزيرة بشكل رئيسي على الصيد البحري ويتم فيها كذلك تعليب السردين وسمك البلم للتصدير الخارجي، ويصطاد في مياهها أيضاً الإسفنج والمرجان. تعتبر قرية لنبذوشة الواقعة في الجزء الغربي من الجزيرة مركز البلدية التي تحمل نفس الاسم والتي تشملها إضافة للينوزا ولامبيوني. وتمتلك القرية مرفأً ومطاراً صغيرين.

## الهجرة غير الشرعية
تعتبر لنبذوشة بسبب قربها من التراب الأفريقي من الوجهات المفضلة للمهاجرين غير الشرعيين القادمين من أفريقيا والشرق الأوسط. وقد ذاعت شهرة الجزيرة بسبب ما تتناقله وسائل الإعلام بين الحين والآخر من أخبار غرق قوراب المهاجرين قبالة سواحلها أو وصولهم بأعداد كبيرة إليها. وفي شهر أكتوبر عام 2004 رحلت السلطات الإيطالية مهاجرين أفارقة إلى ليبيا على متن طائرة عسكرية من لنبذوشة دون أن تمنحهم حق التقدم بطلب اللجوء بالرغم من المناشدات التي أطلقتها الأمم المتحدة ووكالة غوث اللاجئين.
وكانت إيطاليا قد أقامت في لنبذوشة مخيماً للاجئين عام 1998 كانت الظروف الإنسانية فيه دون المستوى المطلوب، وافتضح أمره بعد أن قام بزيارته صحافي متخف كشف عن المعاملة السيئة التي يلقاها المهاجرون من قبل مسؤولي المخيم وعن الازدحام الزائد فيه مما دفع الحكومة الإيطالية لتطوير المخيم وتوسيعه. وهو يشتمل الآن على مقصف ومستوصف طبي ومكان للعبادة ومركز للشرطة ، ولكن تلك التحسينات قوبلت باحتجاجات من سكان الجزيرة الذين اتهموا الساسة الإيطاليين بالاهتمام بحال المهاجرين غير الشرعيين أكثر من اهتمامهم بحال مواطنيهم.

## وصلات خارجية
- الموقع الرسمي لجزيرة لنبذوشة (بالإيطالية)